# Krauss-Maffei MH 05
Die Lokomotive Krauss-Maffei MH 05 ist eine dieselhydraulische Lokomotive, die von Krauss-Maffei in München gebaut wurde. Sie gehört zur sogenannten 4. Nachkriegsgeneration von Krauss-Maffei.
Die Krauss-Maffei MH 05 wurde zwischen 1984 und 2001 in 43 Exemplaren gebaut. Davon gingen allein 25 Loks an die Eisenbahn und Häfen GmbH. Die erste Lok dieser Baureihe lief 1984/85 als Vorführlok 259 005-7 bei der Deutschen Bundesbahn.

## Technische Beschreibung

### Allgemeines
Die Lokomotive ist als Einrahmenlokomotive mit der Achsanordnung C mit Mittelführerstand ausgeführt. Das Fahrzeugkonzept sieht sowohl im mechanischen Teil als auch bei der elektronischen Steuerung/Regelung eine Modulbauweise vor.
Die Aufbauten bestehen aus den vorderen und hinteren Vorbauten und dem Mittelführerhaus. Unter dem vorderen, längeren Vorbau befinden sich der Dieselmotor, das Strömungswendegetriebe, die Luftansaugung mit Luftfilter, der isolierte Abgasschalldämpfer, die am Motor angeflanschte Hydrostatikpumpe und der Luftverdichter. Unter dem hinteren, kürzeren Vorbau befinden sich der Kühlerlüfter und das Bremsgerüst. Unter dem erhöhten Führerhaus befindet sich der Kraftstoffbehälter mit einem Inhalt von 2100 l. Außen am Rahmen sind die Batteriekästen und die Sandkästen angebracht.
Im Gegensatz zu anderen Mittelführerstandslokomotiven überdeckt das Führerhaus das Strömungsgetriebe nicht, was die Zugänglichkeit für die Instandhaltung verbessert. Außerdem sah das Konzept einen großzügig bemessenen Motorraum vor, um verschiedene Motorvarianten in Bezug auf Leistung und Hersteller aufnehmen zu können.

### Wagenkasten
Der Rahmen ist als robuster und tragfähiger Rahmen in Leiterbauweise ausgeführt. Er besteht aus zwei Längsträgern mit Querträgern und zwei dickwandigen Pufferträgern, die die Zug- und Stoßeinrichtung tragen. Der Rahmen besteht aus geschweißten Vollprofilen und weist eine hohe Masse auf.
Die Aufbauten sind in Modulbauweise ausgeführt und elastisch auf dem Rahmen gelagert, wodurch die Übertragung von Körperschall verhindert wird. Die Bleche für Boden und Umlauf sind Bestandteil der Module. Die Module sind für Wartungs- und kleinere Instandhaltungsarbeiten über große Seitentüren und abnehmbare Dachteile zugänglich. Für größere Instandhaltungsarbeiten können die Module nach Lösen der Rohr- und Kabelverbindungen demontiert werden.

### Maschinenanlage und Kraftübertragung
Als Antriebsmotoren konnten Dieselmotoren vom Typ MTU-Baureihe 396 und 183, der MWM-Baureihe 234 oder der Caterpillar-Baureihe 3400 mit einer Leistung von 560 bis 585 kW eingebaut werden. In der Standardausführung wurde der Dieselmotor MTU 6V 396 TC 12 eingebaut.
Der Dieselmotor überträgt seine Leistung über eine kurze Gelenkwelle auf das Strömungsgetriebe, von dessen beiden Abtriebsflanschen über einen nach vorne und hinten durchgehenden Gelenkwellenstrang die Radsatzgetriebe der Radsätze angetrieben werden. Als Strömungsgetriebe wurden die Getriebe L 3r4U2 oder L 3r4sU2 der Firma Voith eingesetzt.
Der Auspuff wird durch einen Schacht in der Mitte der Führerhausfront geführt.